# Strychnos cocculoides
Strychnos cocculoides là một loài thực vật có hoa trong họ Mã tiền. Loài này được Baker mô tả khoa học đầu tiên năm 1895.

## Hình ảnh

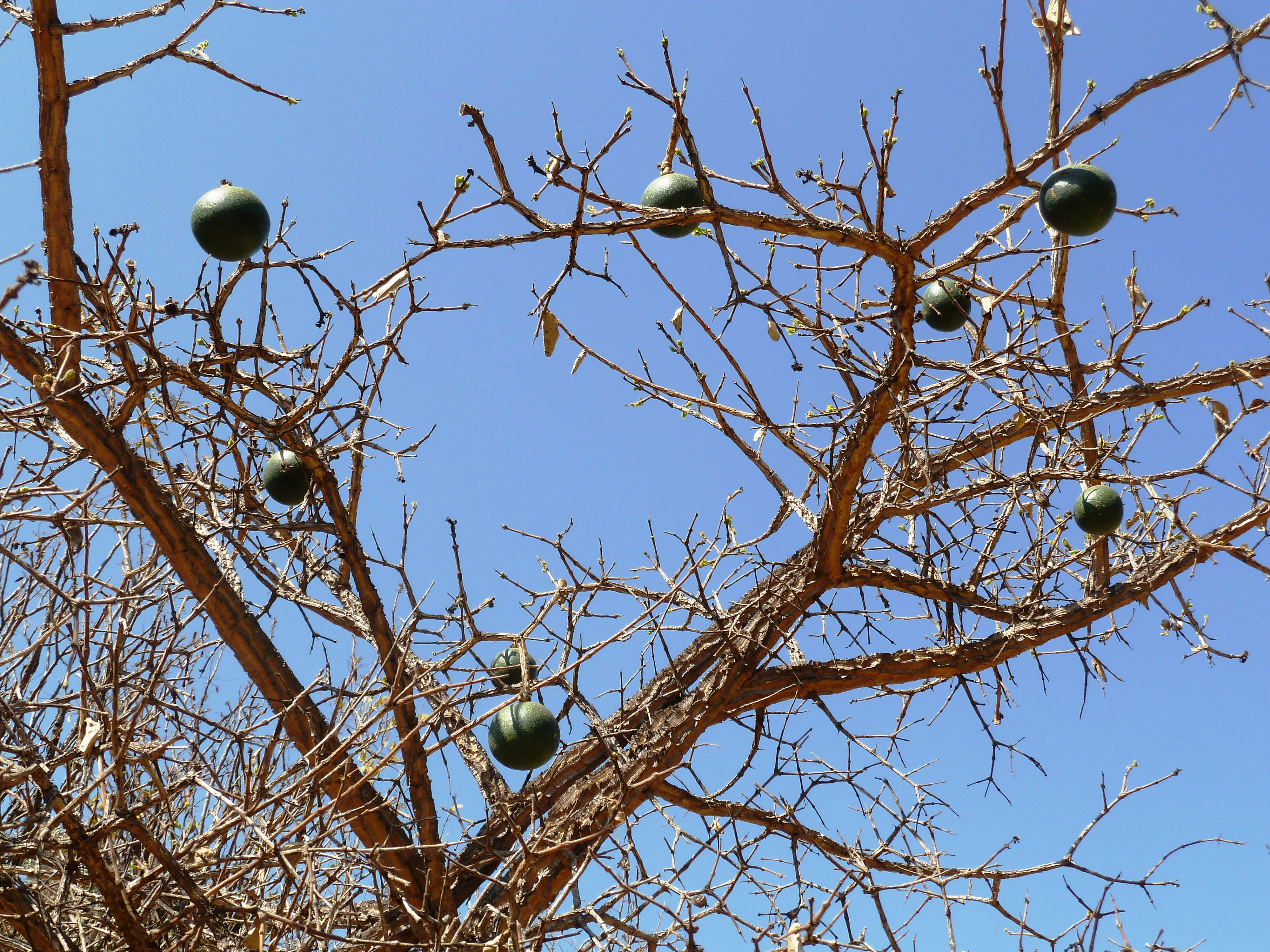
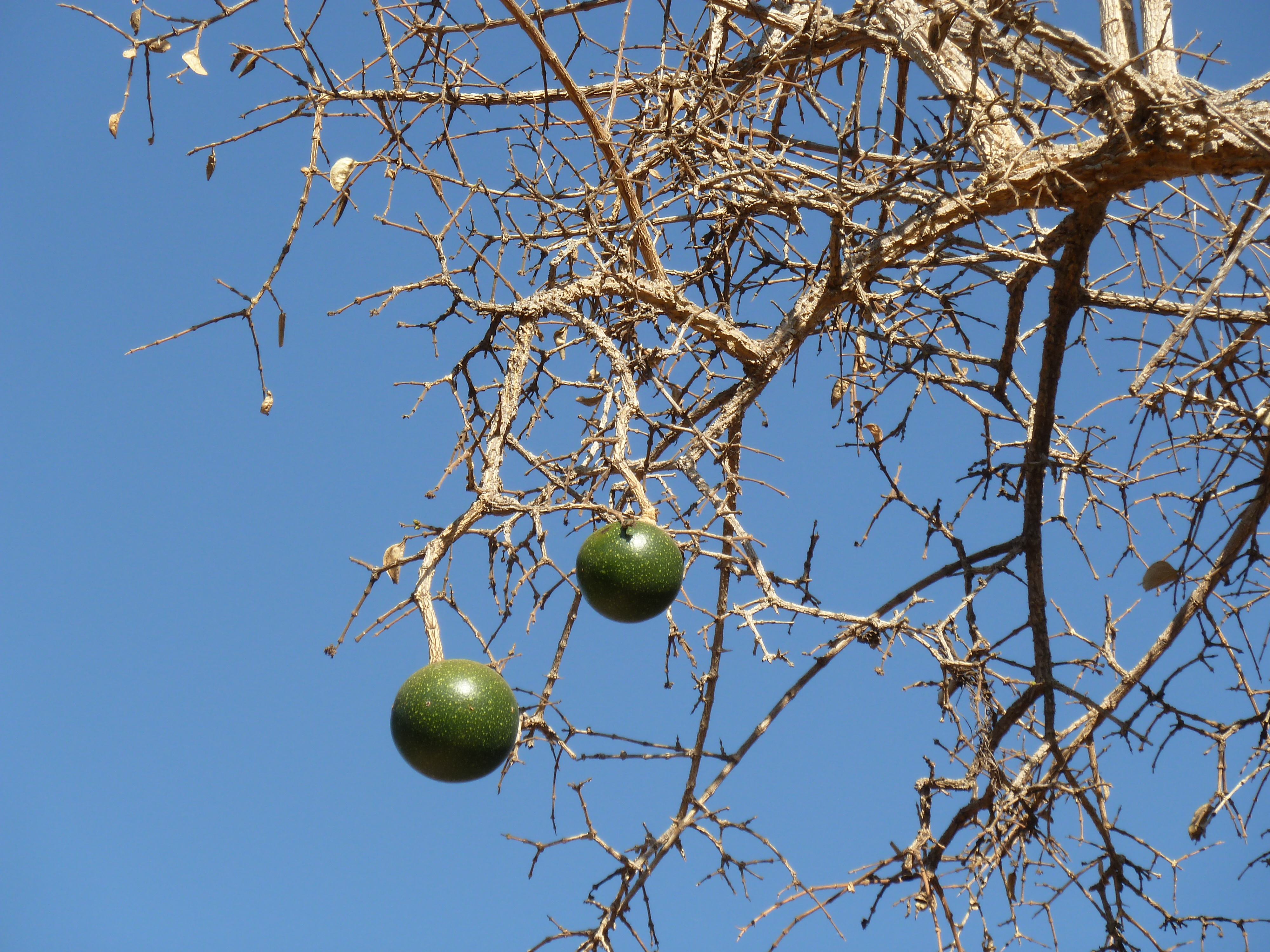
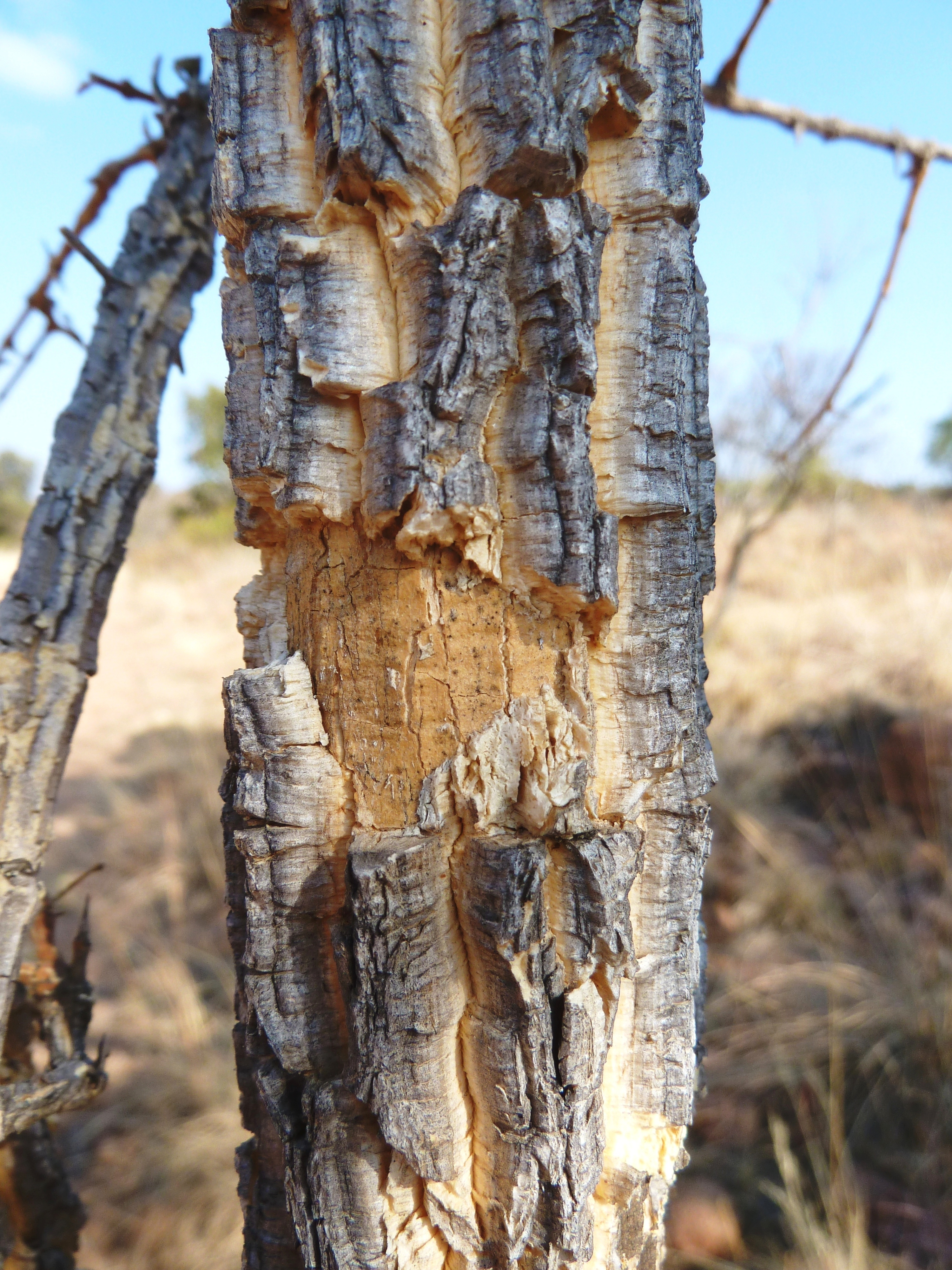
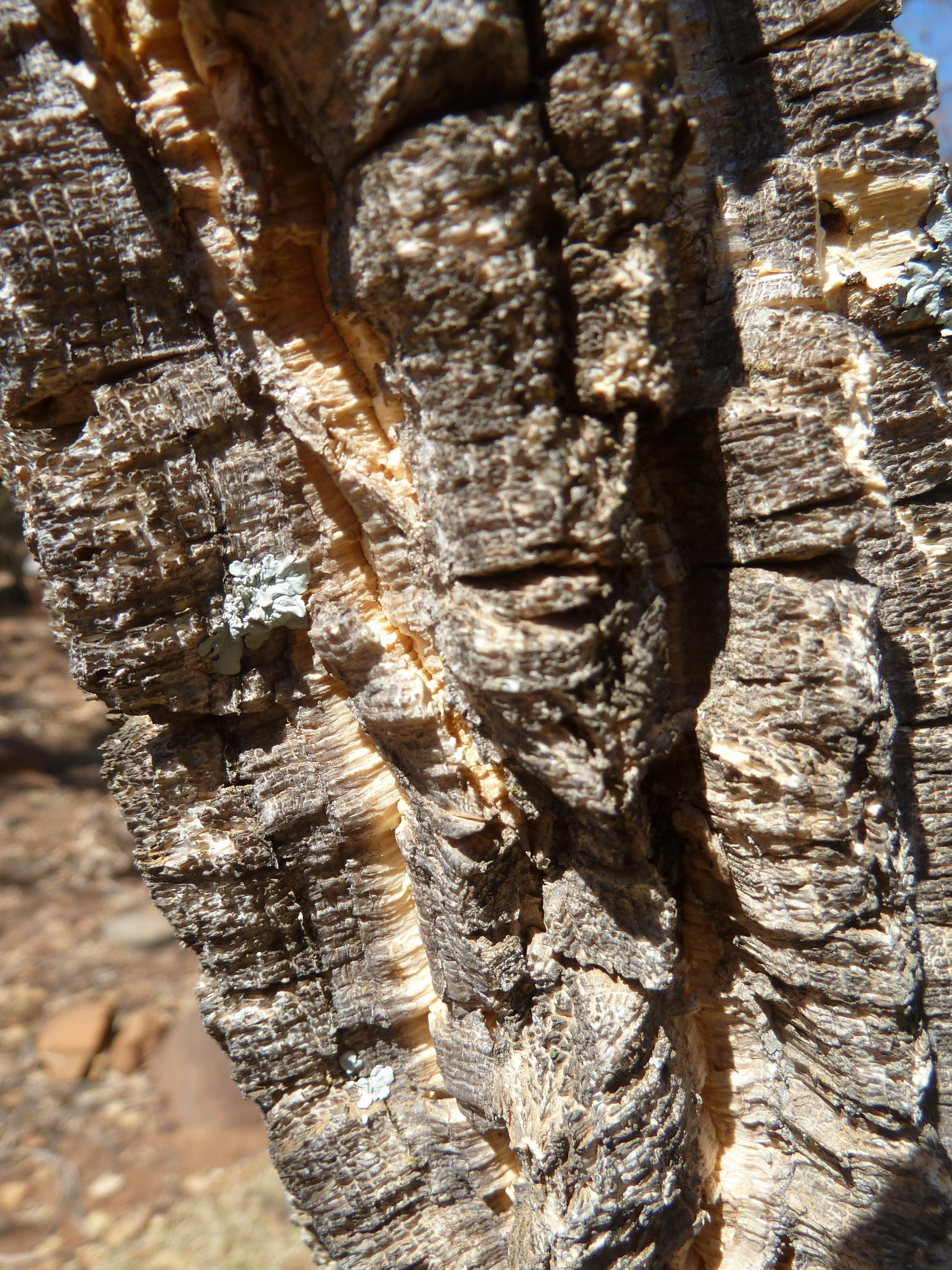